# Simon van Dorp
Simon van Dorp (Amsterdã, 10 de abril de 1997) é um remador neerlandês.

## Carreira
Van Dorp frequentou a Universidade de Washington de 2017 a 2020, onde se formou em economia política. Em 2020, van Dorp tirou um ano de folga da universidade para treinar com a Equipe Olímpica Holandesa para as Olimpíadas de Verão de 2020 em Tóquio.
Em 2017, no primeiro ano de van Dorp na Universidade de Washington, ele remou no Varsity 8+ masculino que venceu o Oregon State Classic; venceu o Stanford Invitational contra a Universidade de Wisconsin-Madison e a Universidade de Stanford; venceu a Schoch Cup contra a Universidade da Califórnia, Berkeley e venceu a Windermere Cup. No Varsity 8+ masculino, ele também venceu o Pac-12 Championships e terminou em segundo na grande final da Regata da Intercollegiate Rowing Association (IRA).
Nos Jogos Olímpicos de Verão de 2024, em Paris, conquistou a medalha de bronze na prova de skiff simples masculino com o tempo de 6:44.72.